# K-Rizma
Jorge Sebastiao Simao (Santiago do Cacém, Portugal, 30 de marzo de 1990), más conocido por su nombre artístico k-Rizma, es un rapero portugués afincado en España.

## Biografía
Al venir a vivir a España en el 2002, ya escuchando rap entonces, empezó a dedicarse a la elaboración de canciones. Se dio a conocer su nombre, en el 2008, cuando uno de sus temas, Me Falta el Aire, llegó a la 1.ª posición en el ranking de páginas de renombre del panorama rap. Ganando más popularidad de la que algunos, afirman merecer, y de ahí controversia con muchos otros elementos del panorama. A mediados del 2008, después de varios conciertos a nivel nacional presentando el EP 2 Karas, llama la atención de algunos medios de comunicación, y a la vez que de discográficas. Después de una propuesta muy debatida, en septiembre del mismo año, k-Rizma firma por el sello musical, Killing Acoustic Records, que, hasta entonces solo hubiera llevado grupos musicales más derivados al rock y al grunge. Con la mecha prendida, empieza el camino a lo que vendría a ser el LP Pensamientos Restringido, que no llegó a editarse, debido a un fallo en Killing Acoustic Records, que llevó la discográfica a la bancarrota y así sucesivamente a su cierre. Con el amargo sabor de boca, que dejó esta experiencia, el artista retoma proyectos antiguos, sacando un adelanto de lo que hubiera sido Pensamientos Restringidos desde la mano de Akojida Récords y Sonido Crónico Estudios. No Diré fue el primer sencillo que sonó fuera de las 4 paredes acolchonadas del estudio, retomando así el proyecto con el rapero Yinx, con el cual, se formaba Alterka2

## Discografía

### Álbumes auto producidos
- Breaking My Soul-Proyecto Demo (2006)
- ¡Esta es mi Promo! (2007)
- 2 Karas (2008)
- Alterka2-La Promo (2009)

### Álbumes de estudio
- Pensamientos Restringidos LP (2009)
- Egocentrizmo (2010)